# Michael Stückradt
Michael Stückradt (* 25. Dezember 1955 in Aachen) ist ein deutscher Jurist und ehemals politischer Beamter. Seit dem 1. September 2012 ist er Kanzler der Universität zu Köln.

## Leben
Ab 1976 studierte Stückradt Rechtswissenschaften an der Universität zu Köln. Seine Referendariatszeit absolvierte er im Bezirk des Oberlandesgerichts Köln. Nach dem zweiten juristischen Staatsexamen 1984 wurde er wissenschaftlicher Mitarbeiter am Institut für Bankwirtschaft und Bankrecht an der Universität zu Köln, an dem er auch promovierte.
Von 1986 bis 1998 war Stückradt Finanzdezernent und stellvertretender Verwaltungsdirektor des Universitätsklinikums der RWTH Aachen. Nachdem er 1999 Verwaltungsdirektor des Universitätsklinikums der Universität Düsseldorf geworden war, kehrte er bereits ein Jahr später an die RWTH Aachen zurück und war dort bis zu seiner Ernennung zum Staatssekretär im Jahr 2005 Kanzler.
Vom 1. Juli 2005 bis zur Ablösung der Regierung Rüttgers durch die Regierung Kraft I im Juli 2010 war Michael Stückradt, der Mitglied der FDP ist, Staatssekretär in dem von Andreas Pinkwart (FDP) geführten Ministerium für Innovation, Wissenschaft, Forschung und Technologie des Landes Nordrhein-Westfalen. In dieser Funktion war er federführend verantwortlich für das Hochschulfreiheitsgesetz, in dem als neues Gremium in den Hochschulen ein Hochschulrat faktisch den Senat als Entscheidungsgremium ablöste. In den Hochschulrat werden Persönlichkeiten des öffentlichen Lebens vom Ministerium für die einzelnen Hochschulen berufen. Verschiedentlich wurde die Auffassung vertreten, dass damit die verfassungsrechtlich zugesicherte Selbstverwaltungsgarantie der Hochschulen verletzt werde. Mittlerweile ist die Funktion des Hochschulrats als Aufsichtsgremium in einer ganzen Reihe von Bundesländern etabliert, in jüngerer Zeit durch die Novelle des Thüringer Hochschulgesetzes von 2018.
Stückradt wurde 2012 Kanzler der Universität zu Köln. 2018 wurde er für eine weitere Amtszeit von vier Jahren wiedergewählt.
Michael Stückradt ist Kuratoriumsmitglied der Demokratie-Stiftung der Universität zu Köln.
Stückradt ist verheiratet und hat eine Tochter.